# (541026) 2017 YE15
(541026) 2017 YE15 es un asteroide perteneciente al cinturón de asteroides descubierto el 6 de agosto de 2005 por el equipo del Siding Spring Survey desde el Observatorio de Siding Spring, Nueva Gales del Sur, Australia.

## Designación y nombre
Designado provisionalmente como 2017 YE15.

## Características orbitales
2017 YE15 está situado a una distancia media del Sol de 3,127 ua, pudiendo alejarse hasta 3,945 ua y acercarse hasta 2,308 ua. Su excentricidad es 0,261 y la inclinación orbital 26,64 grados. Emplea 2019,87 días en completar una órbita alrededor del Sol.

## Características físicas
La magnitud absoluta de 2017 YE15 es 15,3. 